# Hallo-Verlag
Der Hallo-Verlag ist Verleger der lokalen Wochenzeitung HALLO, deren Verbreitungsgebiet im Münchener Osten und Südosten liegt. Er hat seinen Sitz in Haar bei München. Die wöchentliche Auflage beläuft sich auf 323.814 Exemplare bei fünf Stadtteilausgaben und zwei Wochenendausgaben, die kostenlos verteilt werden.

## Geschichte
Der Hallo-Verlag wurde am 27. März 1968 von Karl Dressel gegründet, mit dem Ziel die Bürger über Geschehnisse in ihren Stadtvierteln und Gemeinden des Münchner Ostens zu informieren. Anfangs erschien die Zeitung ausschließlich in Waldtrudering. Hallo war das erste Medium, das in der in den 1970er-Jahren errichteten neuen Münchner Trabantenstadt Neuperlach erschien. Seit dem Beginn der Errichtung des Stadtteils Messestadt-Riem berichtet die Zeitung auch dort über Geschehnisse. Hallo finanziert sich seit der Gründung ausschließlich über Anzeigen. Seit 1998 gehört der Verlag zur Zeitungsgruppe Münchner Merkur und ist zudem auch Mitglied der Anzeigenblattgruppe Südbayern und des Bundesverbands Deutscher Anzeigenblätter.

## Stadtteile und Gemeinden
- Ramersdorf / Perlach / Berg am Laim
- Trudering / Riem / Haar / Grasbrunn
- Oberhaching / Sauerlach / Taufkirchen / Unterhaching
- Feldkirchen / Aschheim / Kirchheim
- Aying / Brunnthal / Höhenkirchen-Siegertsbrunn / Hohenbrunn / Neubiberg / Ottobrunn / Putzbrunn

## Sonstiges
Die Auflagenkontrolle der Anzeigenblätter erfolgt durch die BVDA/BDZV (Bundesverband Deutscher Anzeigenblätter / Bundesverband Deutscher Zeitungsverleger e. V.).